# Villemi
Villemi (Duits: Willemi) is een plaats in de Estlandse gemeente Hiiumaa, provincie Hiiumaa. De plaats heeft de status van dorp (Estisch: küla).
Villemi lag tot in oktober 2017 in de gemeente Käina. In die maand ging de gemeente op in de fusiegemeente Hiiumaa.

## Bevolking
De ontwikkeling van het aantal inwoners blijkt uit het volgende staatje:
| Jaar            | 2000 | 2011 | 2017 | 2019 | 2021 |
| --------------- | ---- | ---- | ---- | ---- | ---- |
| Aantal inwoners | 32   | 29   | 31   | 33   | 25   |

## Ligging
Villemi ligt 5 km ten noordoosten van Käina, de vroegere hoofdplaats van de gelijknamige gemeente. De Tugimaantee 81, de secundaire weg van Kärdla naar Käina, loopt langs de westgrens van het dorp. De rivier Vaemla stroomt door Villemi.

## Geschiedenis
Villemi werd voor het eerst genoemd in 1709 onder de naam Willemä by, een dorp op het landgoed van Waimel (Vaemla). By is Zweeds voor dorp. In 1782 heette het dorp Willeme.
Villemi fuseerde rond 1950 met het buurdorp Kogri. In 1977 kwam het oostelijk deel van Allika erbij en kreeg het nieuwe dorp de naam Vaku. In 1997 werden de twee delen van Allika herenigd en werden Villemi en Kogri weer aparte dorpen. De naam Vaku verdween van de landkaart.